# Лібор Сіонко
Лібор Сіонко (чеськ. Libor Sionko, нар. 1 лютого 1977, Острава) — колишній чеський футболіст, що грав на позиції півзахисника.
Виступав, зокрема, за клуб «Спарта» (Прага), а також національну збірну Чехії.

## Клубна кар'єра
У дорослому футболі дебютував 1993 року виступами за команду  «Банік», в якій провів один сезон, взявши участь лише у 1 матчі чемпіонату.
Після цього з 1994 по 1999 рік грав у складі чеських клубів «Тржинець», «Зноймо» та «Банік».
Своєю грою за останню команду привернув увагу представників тренерського штабу клубу «Спарта» (Прага), до складу якого приєднався 1999 року. Відіграв за празьку команду наступні п'ять сезонів своєї ігрової кар'єри. Саме тут до футболіста прийшли перші успіхи , коли його клуб двічі (в 1999/00 та 2003/04) вийшов з групового етапу Кубка УЄФА, а також тричі виборював титул чемпіона Чехії.

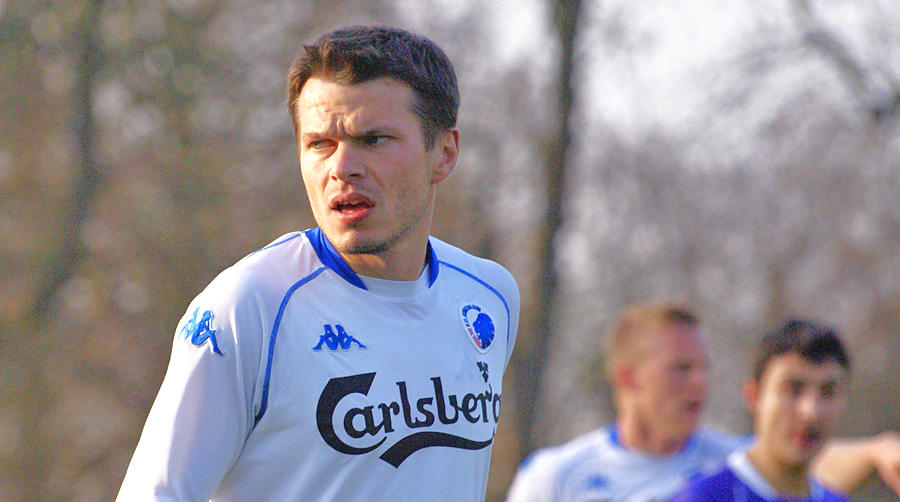
Лібор Сіонко під час виступів за «Копенгаген». Квітень 2009 року.

Через проблеми з контрактом Сіонко покинув Прагу, приєднавшись у лютому 2004 року до австрійського клубу ГАК (Грац). Він допоміг клубу зі Штирії завоювати перше золото австрійського чемпіонату. Також його команда в четвертий раз виграла національний кубок.
Після помітного успіху та переходу в столичний клуб «Аустрія» Лібор був одним з організаторів успіху в Кубку УЄФА 2004/05, коли віденський клуб пробився у чвертьфінал. Також з командою виграв чемпіонат Австрії та два національних кубки.
2006 року Сіонко перейшов за правилом Босмана у шотландський «Рейнджерс», відзначившись голом у першому ж матчі у ворота «Мотервелла». Загалом за команду провів за сезон у 18 матчах чемпіонату і зайняв друге місце.
В липні 2007 року «Рейнджерс» погодив трансфер Сіонко з данським чемпіоном, клубом «Копенгаген». З новим клубом гравець підписав дворічний контракт. На новому місці Сионко так сподобалося, що він публічно назвав Копенгаген своїм «другим домом» і тривалий час виступав зі своїм співвітчизником Зденеком Поспехом. Зі столичним клубом Лібор у сезоні 2008/09 виграв золотий дубль —  чемпіонат і Кубок Данії.
На початку 2010 року Сіонко розірвав контракт з данським клубом і повернувся на батьківщину, знову ставши гравцем празької «Спарти», з яким в першому ж сезоні додав до переліку своїх трофеїв ще один титул чемпіона Чехії, а також виграв перший розіграш Суперкубка Чехії. У серпні 2012 року Лібор Сіонко у віці 35 років вирішив завершити виступи на професійному рівні.

## Виступи за збірні
1994 року дебютував у складі юнацької збірної Чехії, взяв участь у 11 іграх на юнацькому рівні, відзначившись 2 забитими голами.
Протягом 1997—2000 років залучався до складу молодіжної збірної Чехії, разом з якою став фіналістом молодіжного Євро-2000, на якому у матч групового етапу забив вирішальний гол у ворота однолітків з Хорватії (4:3). Всього на молодіжному рівні зіграв у 20 офіційних матчах, забив 7 голів. Також провів 1998 року два матчі у Другій збірній Чехії.
2000 року захищав кольори олімпійської збірної Чехії і був учасником футбольного турніру Олімпіади у Сіднеї, У складі цієї команди провів усі три матчі, проте чехи зайняли останнє місце в групі.
28 квітня 1999 року дебютував в офіційних матчах у складі національної збірної Чехії в товариській грі проти збірної Польщі (1:2).
У складі збірної був учасником чемпіонату світу 2006 року у Німеччині та чемпіонату Європи 2008 року в Австрії та Швейцарії.
Протягом кар'єри у національній команді, яка тривала 12 років, провів у формі головної команди країни 41 матч, забивши 8 голів.

## Титули і досягнення
- Чемпіон Чехії (4):

«Спарта» (Прага): 1999-00, 2000-01, 2002-03, 2009-10
- Володар Кубка Чехії (1):

«Спарта» (Прага): 2003–04
- Володар Суперкубка Чехії (1):

«Спарта» (Прага): 2010
- Чемпіон Австрії (2):

ГАК (Грац): 2003-04
«Аустрія» (Відень): 2005-06
- Володар Кубок Австрії (3):

ГАК (Грац): 2003-04
«Аустрія» (Відень): 2004-05, 2005-06
- Володар Суперкубка Австрії (1):

«Аустрія» (Відень):  2004
- Чемпіон Данії (1):

«Копенгаген»: 2008-09
- Володар Кубка Данії (1):

«Копенгаген»: 2008-09